# Eremochloa eriopoda
Eremochloa eriopoda är en gräsart som beskrevs av Charles Edward Hubbard. Eremochloa eriopoda ingår i släktet Eremochloa och familjen gräs. Inga underarter finns listade i Catalogue of Life.